# Centro LGBT de Mongolia
El Centro LGBT de Mongolia (en mongol: ЛГБТ төв) fue fundado en 2007 y tiene su sede en Ulán Bator. Después de una lucha legal, fue reconocido oficialmente en 2009. Posteriormente presentó informes a las Naciones Unidas que alentaron al gobierno mongol a cambiar su código penal. El centro apoya los derechos LGBT en Mongolia y ha organizado una marcha del orgullo anual desde 2013. Fue galardonado con el Premio Felipa de Souza en 2011.

## Historia
El Centro LGBT se creó en 2007. Los directores incluyen a Anaraa Nyamdorj y Otgonbaatar Tsedendemberel. A mediados de la década de 2000, el Centro LGBT intentó durante dos años sin éxito registrarse legalmente como grupo en el Ministerio de Justicia y Asuntos Internos. La Comisión Internacional de Derechos Humanos de Gays y Lesbianas (ahora OutRight Action International ) y Human Rights Watch hicieron campaña en nombre del centro. En 2009, presentó la solicitud ante la Autoridad de Registro Civil y después de más de diez rechazos porque el nombre no encajaba con las "tradiciones y costumbres mongolas", el Centro finalmente pudo registrarse, con la ayuda de la Comisión Nacional de Derechos Humanos.

## Proyectos
Tras registrarse como proyecto, el Centro LGBT presentó informes a diversos grupos de las Naciones Unidas, a saber, el Examen Periódico Universal, el Comité contra la Tortura y el Comité de Derechos Económicos, Sociales y Culturales. Esto dio lugar a que el Gobierno de Mongolia se comprometiera a cumplir las normas internacionales. Los informes habían documentado agresiones (físicas y verbales), violaciones y violencia doméstica contra jóvenes LGBT. Posteriormente, en 2017, Mongolia fue uno de los primeros países de Asia en proteger la identidad de género y sexual en su código penal. Además de hacer campaña legal, el centro trabaja con jóvenes y les ofrece asesoramiento sanitario.
Después de que un agente de policía agrediera a una mujer transgénero en 2007, el Centro LGBT comenzó a capacitar a la Agencia Nacional de Policía sobre crímenes de odio y en 2019 había asistido a más de 500 personas. Junto con otros grupos como la Comisión Nacional de Derechos Humanos, el Centro LGBT organizó la primera marcha del orgullo en Mongolia en septiembre de 2013. En 2019, la marcha contó con 250 participantes. La organización ha trabajado con el Programa Fulbright, acogiendo investigadores. También tiene vínculos con investigadores LGBT en Australia.
Para conmemorar el Día de los Derechos Humanos 2018, el Centro LGBT realizó un experimento social en un concurrido cruce peatonal en el centro de Ulán Bator. Tres personas permanecieron con los ojos vendados durante treinta minutos, sosteniendo un cartel que pedía ser abrazado y también declarando su sexualidad o identidad de género. Una persona era lesbiana, otra gay y un hombre transgénero. El proceso fue grabado y en un total de noventa minutos hubo 30 abrazos. La mayoría de los transeúntes asumieron que el hombre trans era una mujer y el hombre gay recibió las reacciones más negativas.

## Premios
El Centro LGBT recibió el Premio Felipa de Souza de OutRight Action International en 2011. Los representantes viajaron a Nueva York para recoger el premio y pudieron ponerse en contacto con organizaciones de financiación como Open Society Foundations.